# Sd.Kfz. 253
SdKfz 253 leichter Gepanzerter Beobachtungskraftwagen là tên một loại xe tải bán xích do thám và quan sát do lực lượng Đức Quốc xã sản xuất.Sd.Kfz.253 được lực lượng pháo binh và thiết giáp sử dụng để quan sát và chuyển thông tin về cho căn cứ từ đó các sư đoàn thiết giáp-pháo binh có thể tấn công.Sd.Kfz.253 này thuộc hệ xe tải bán xích dòng 250.
Giống như dòng 250, 253 có thiết kế đóng hoàn toàn và chỉ có 2 cửa mở ở phía trên.Có khoảng 285 chiếc xe được sản xuất bởi hãng Demag/Wegman trong vòng từ năm 1940-1941.